# Bulbophyllum teresense
Bulbophyllum teresense é uma espécie de orquídea (família Orchidaceae) pertencente ao gênero Bulbophyllum. Foi descrita por Augusto Ruschi em 1946.